# Janneyrias
Janneyrias é uma comuna francesa na região administrativa de Auvérnia-Ródano-Alpes, no departamento de Isère. Estende-se por uma área de 10,52 km². Em 2010 a comuna tinha 1 838 habitantes (densidade: 174,7 hab./km²).